# كوينتن بيتر
كوينتن بيتر (بالإنجليزية: Quentin Angus)‏ هو عازف جاز أسترالي، ولد في 17 أغسطس 1987.